# Набережная реки Гзень
Набережная реки Гзень — улица в Великом Новгороде. Находится на Софийской стороне, северней вала Окольного города.
Проходит от Большой Санкт-Петербургской улицы до Великой улицы. Протяжённость — 615 метров.
Возникла на месте небольшой новгородской речки Гзени, которую к 1972 году полностью увели в подземную трубу. Ширина улицы составляет от 65 до 120 метров. В 1978 году вдоль центральной части обустроен сквер, в котором в 2009 году открыт памятник Петру I.
Набережная застроена многоквартирными жилыми домами а также офисными зданиями. На ней располагаются: Территориальное отделение Государственной службы статистики (Новгородстат), Дом быта «Волхова», региональный офис компании МТС, здания НЦКТБ, «Новобанк», казармы.